# O cameretta che già fosti un porto
O cameretta che già fosti un porto è la duecentotrentaquattresima lirica (RVF 234), nonché il sonetto CXCVIII (198) del Canzoniere di Francesco Petrarca, il sonetto descrive la disperazione del poeta che non riesce a trovare riposo e conforto nella propria camera e teme di restare solo.

## Testo e parafrasi
| Testo | Parafrasi |
| --- | --- |
| O cameretta che già fosti un porto a le gravi tempeste mie dïurne, fonte se’ or di lagrime nocturne, che ’l dì celate per vergogna porto. O letticciuol che requie eri et conforto in tanti affanni, di che dogliose urne ti bagna Amor, con quelle mani eburne, solo ver’ me crudeli a sì gran torto! Né pur il mio secreto e ’l mio riposo fuggo, ma più me stesso e ’l mio pensero, che, seguendol, talor levommi a volo; e ’l vulgo a me nemico et odïoso (chi ’l pensò mai?) per mio refugio chero: tal paura ò di ritrovarmi solo. | O cameretta mia che in passato fosti un rifugio a le mie gravi angoscia giornaliere, sei ora fonte di pianti notturni, che nascondo per vergogna durante il giorno O piccolo letto che eri pace e conforto in tanti affanni, da quali recipienti pieni di dolore ti bagna Amore, con quelle mani bianche, che sono crudeli solo verso di me, ingiustamente! E io non fuggo solo al mio rifugio e al mio riposo ma soprattutto al mio pensiero e me stesso, che, seguendolo, talora mi sono alzato in volo; e il popolo, a me nemico e odioso (chi l’avrebbe mai pensato?) cerco per rifugiarmi: è tale la mia paura di ritrovarmi solo. |

## Struttura metrica
Il sonetto è costituito da 14 versi, divisi in quattro strofe: 2 quartine e 2 terzine. Le rime sono costituite secondo lo schema metrico ABBA-ABBA; CDE-CDE.